# Edward Cook

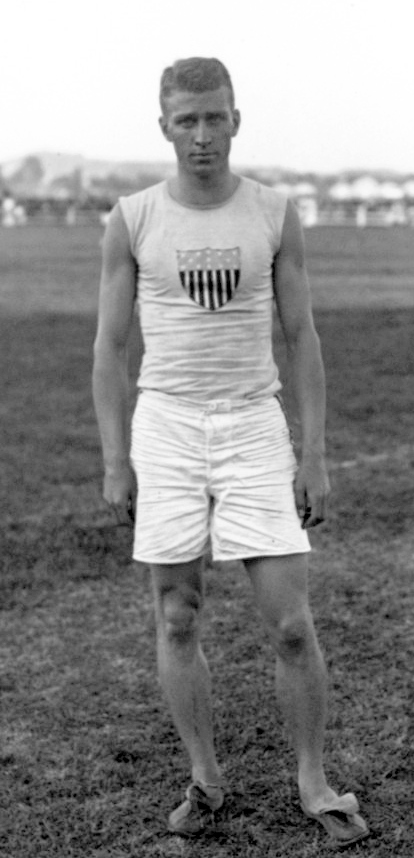
foto de Edward Cook Atleta norte americano.

Edward Tiffin Cook, Jr. (Chillicothe, 27 de novembro de 1888 - Chillicothe, 18 de outubro de 1972) foi um atleta e campeão olímpico norte-americano.
Ed Cook participou dos Jogos Olímpicos de Londres 1908, onde conquistou a medalha de ouro no salto com vara, empatado com o compatriota Alfred Gilbert. Foi a única vez na história dos Jogos que dois atletas  dividiram a medalha de ouro no atletismo. Nesta prova, cinco atletas quebraram o recorde olímpico e dois, Cook e Gilbert, alcançaram os 3,71 m na primeira tentativa. Os últimos estágios da disputa, com os empates que ocorriam, fizeram com que ela demorasse mais que o tempo previsto, e por causa do final da maratona, prestes a entrar no estádio, os organizadores tomaram uma medida inédita. Ao invés de prosseguir os saltos para a decisão do ouro entre Cook e Gilbert e do bronze entre os outros três empatados, que saltaram todos até 3,58 m, outorgaram duas medalhas de ouro e três medalhas de bronze aos cinco competidores finais.
Em 1910, ele se formou pela Universidade de Cornell e tornou-se fazendeiro e diretor do primeiro National Bank em sua cidade natal de Chillicothe, no estado de Ohio.